# Citogenetika
Citogenetika je grana genetike. Znanost je koja proučava morfologiju i ponašanje kromosoma za vrijeme mitoze i mejoze. Citogenetika kromosomske nalaze nastoji povezati s načelima opće genetike.
Korijeni citogenetike sežu u 19. stoljeće u vrijeme prvih promatranja kromosoma. Tek 1956. dolazi do ubrzanog razvoja. Zbog naglo povećanog zanimanja za citogenetiku tek tada je došlo do potrebe standardizacije citogenetičke nomenklature. Prve smjernice zadane su 1960. na konferenciji u Denveru.